# Unione Sportiva Sanremese 1934-1935
Questa voce raccoglie le informazioni riguardanti l'Unione Sportiva Sanremese nelle competizioni ufficiali della stagione 1934-1935.

## Rosa
| N. |                      | Ruolo | Calciatore           |
| -- | -------------------- | ----- | -------------------- |
|    | Italia (bandiera)    | C     | Francesco Accottardi |
|    | Argentina (bandiera) | A     | Cesare Bertolo (I)   |
|    | Argentina (bandiera) | D     | Domingo Bertolo (II) |
|    | Italia (bandiera)    | D     | Leone Bortolutti     |
|    | Italia (bandiera)    | A     | Giuseppe Ferrari     |
|    | Uruguay (bandiera)   | A     | Ricardo Frione (I)   |
|    | Italia (bandiera)    | A     | Enrico Gereschi      |
|    | Italia (bandiera)    | C     | Marco Lorini         |

| N. |                   | Ruolo | Calciatore        |
| -- | ----------------- | ----- | ----------------- |
|    | Italia (bandiera) | C     | Stellio Malabotti |
|    | Italia (bandiera) | P     | Oreste Porta      |
|    | Italia (bandiera) | A     | Emilio Salamanno  |
|    | Italia (bandiera) | D     | Enrico Sangalli   |
|    | Italia (bandiera) | D     | Giovanni Sciolla  |
|    | Italia (bandiera) | D     | Francesco Tosel   |
|    | Italia (bandiera) | P     | Italo Zamberletti |